# 毛莫
毛莫（英語：Murmur，或称姆爾姆爾）是所罗门七十二柱魔神中排第54位的魔神，胯下騎著狮鹫的战士。它擅長哲學，並能夠召喚出死者的靈魂，回答召喚毛莫者的任何問題。相傳許多書中都有提到祂原本是座天使墮天之後變成的惡魔。

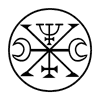
《所羅門的小鑰匙》中的毛莫標記